# Risto Mannisenmäki

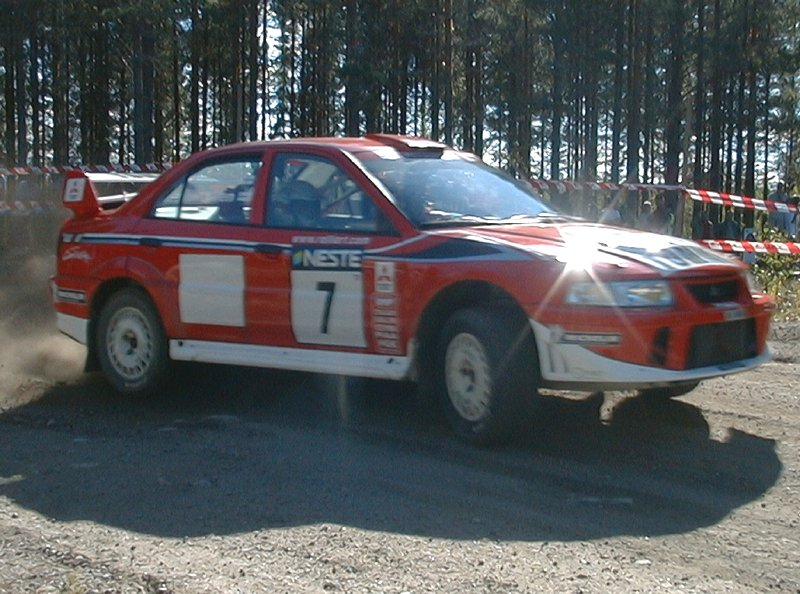
Tommi Mäkinennel a 2001-es finn ralin

Risto Mannisenmäki (1959. május 28. –) finn rali-navigátor, kétszeres rali-világbajnok.

## Pályafutása
1986-ban hazája versenyén, Ari Jykylä társaként debütált a rali-világbajnokságon. Később több versenyző oldalán megfordult. Tapio Laukkanen navigátoraként versenyzett a finn, valamint a brit bajnokságban. 1998-ban, az akkor már kétszeres világbajnok Tommi Mäkinen mellé került. Első közös évükben megnyerték a bajnokságot, majd 1999-ben megvédték címüket. A 2001-es Korzika-rali ötödik szakaszán súlyos balesetet szenvedtek. Az ütés Risto oldalát érte, aki sérülései következményeként befejezte profi pályafutását.

## Külső hivatkozások
- Profilja az ewrc.cz honlapon
- Profilja a rallybase.nl honlapon